# Requeil
Requeil ist eine französische Gemeinde mit 1.108 Einwohnern (Stand: 1. Januar 2022) im Département Sarthe in der Region Pays de la Loire. Sie gehört zum Arrondissement La Flèche und zum Kanton Le Lude (bis 2015: Kanton Pontvallain). Die Bewohner nennen sich Requeillois.

## Geographie
Requeil liegt etwa 25 Kilometer südlich von Le Mans. Umgeben wird Requeil von den Nachbargemeinden Yvré-le-Pôlin im Norden, Château-l’Hermitage im Osten und Nordosten, Pontvallain im Osten und Südosten, Mansigné im Süden und Südwesten sowie Oizé im Westen.

## Bevölkerungsentwicklung
| Jahr                       | 1962 | 1968 | 1975 | 1982 | 1990 | 1999 | 2006 | 2017 |
| Einwohner                  | 787  | 730  | 745  | 1030 | 1001 | 1021 | 1067 | 1184 |
| Quellen: Cassini und INSEE |      |      |      |      |      |      |      |      |

## Sehenswürdigkeiten
- Kirche Saint-Pierre aus dem 11. Jahrhundert mit späteren Umbauten, Monument historique seit 2012
- Schloss La Roche-Mailly aus dem 19. Jahrhundert, Monument historique seit 1975

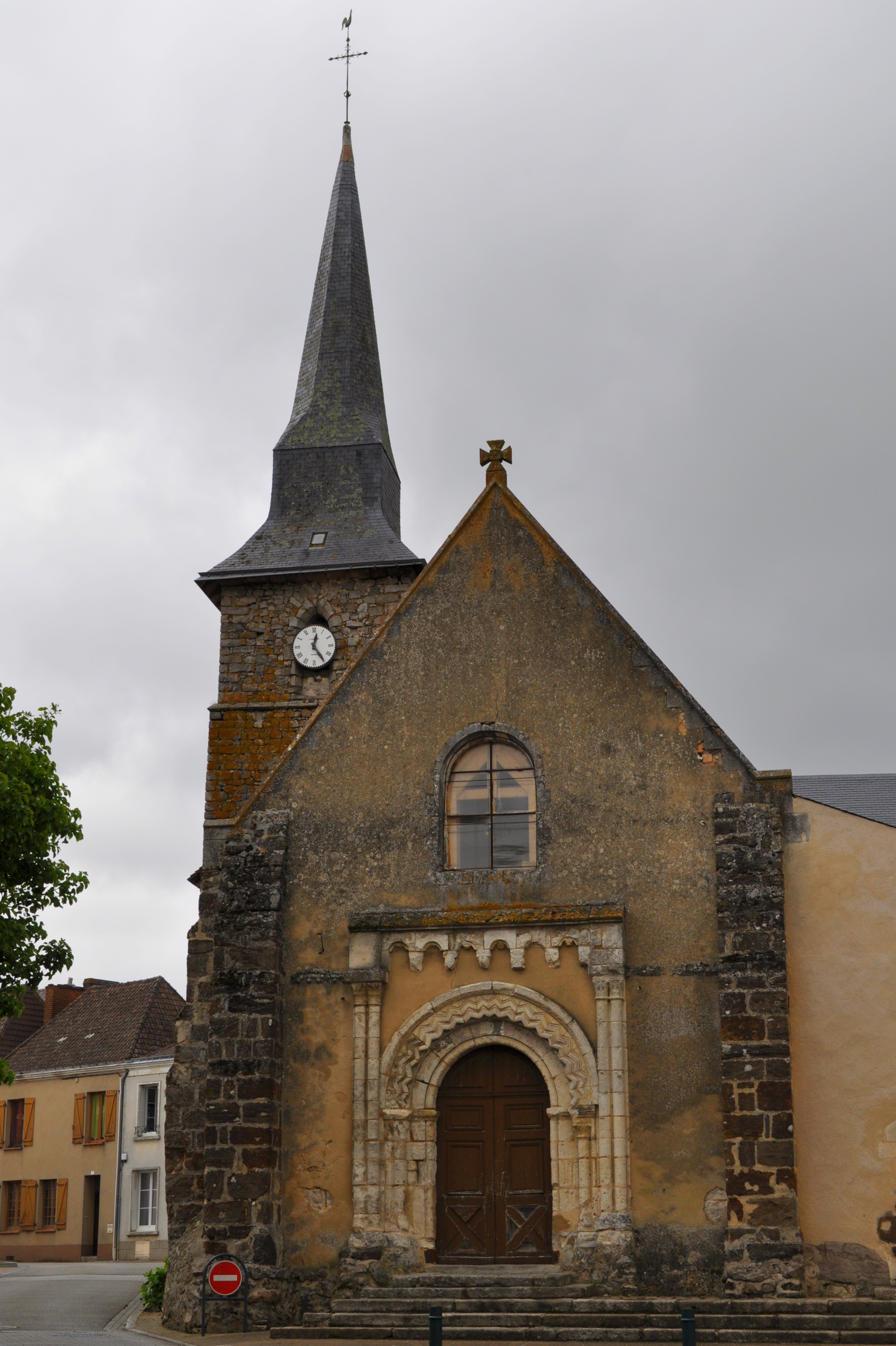
Kirche Saint-Pierre
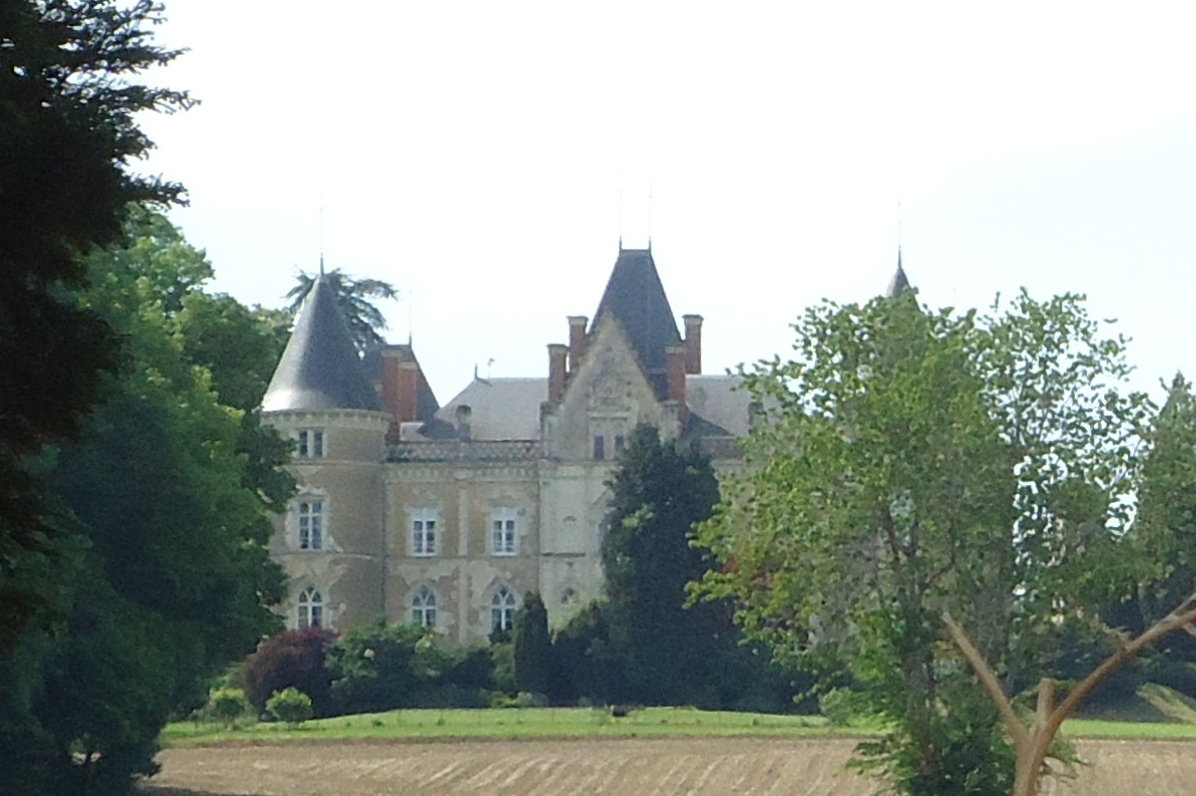
Schloss La Roche-Mailly

## Politik
Mit der deutschen Gemeinde Visbek in Niedersachsen besteht seit 1988 (über den früheren Kanton Pontvallain) eine Partnerschaft.